# Astomaspis acanthogaster
Astomaspis acanthogaster là một loài tò vò trong họ Ichneumonidae.